# Klaus Härö
Klaus Härö (Porvoo; 31 de marzo de 1971) es un director de cine finlandés. En 2004, ganó el premio finlandés de Arte.
Härö estudió dirección de cine y cursó seminarios de guion de cine en la Universidad de Industria de Arte en Helsinki. Ha dirigido muchos afamados films, en donde se incluyen Elina: As If I Wasn't There (2003), Mother of Mine (2005) y The New Man (2007). También ha dirigido documentales y cortometrajes. 
Su trabajo se realiza en Suecia y Finlandia. En 2003 Klaus Härö recibió el premio Ingmar Bergman. Cuatro de los films de Härö han sido estimados como candidatos para representar a Finlandia en los Premios Óscar.

## Filmografía
- Elina: As If I Wasn't There (2003)
- Mother of Mine (2005)
- The New Man (2007)
- Letters to Father Jacob (2009)
- The Fencer (2015)
- One Last Deal (2018)